# یواس‌اس بریستول (دی‌دی-۴۵۳)
یواس‌اس بریستول (دی‌دی-۴۵۳) (به انگلیسی: USS Bristol (DD-453)) یک زیردریایی بود که طول آن ۳۴۱ فوت (۱۰۴ متر) بود. این زیردریایی در سال ۱۹۴۱ ساخته شد.